# Marek Gatty-Kostyal
Marek Stanisław Gatty-Kostyal (ur. 20 lipca 1886 w Bochni, zm. 13 września 1965 w Krakowie) – polski chemik i farmaceuta. Od 1928 docent, a od 1930 do 1950 profesor farmacji stosowanej Uniwersytetu Jagiellońskiego. W latach 1950–1963 profesor farmacji stosowanej Akademii Medycznej w Krakowie. Od 1946 członek Polskiej Akademii Umiejętności. Od 1956 honorowy członek Polskiego Towarzystwa Farmaceutycznego.

## Życiorys
Urodził się w rodzinie Marka Józefa Gatty'ego oraz Emilii z domu Nausser. Owdowiała matka wyszła powtórnie za mąż – za doktora Emeryka von Kostyála, który 11 listopada 1916 adoptował jej pełnoletnich synów (stąd drugi człon nazwiska). Marek Stanisław Gatty w 1905 ukończył c.k. gimnazjum w rodzinnym mieście, a następnie przez dwa lata praktykował w aptece swojego ojca. Równocześnie studiował na Wydziale Farmacji Uniwersytetu Jagiellońskiego, studia ukończył w 1909. W 1911 wyjechał do Lipska, gdzie studiował na Wydziale Chemicznym. W 1914 wstąpił do armii austriackiej, gdzie dosłużył się stopnia podporucznika. Po odzyskaniu przez Polskę niepodległości w randze kapitana był żołnierzem i lekarzem na frontach wojny polsko-bolszewickiej. W 1918 obronił na Uniwersytecie Jagiellońskim doktorat z zakresu chemii. W 1921 został starszym asystentem w Katedrze Chemii Lekarskiej Uniwersytetu Jagiellońskiego, dwa lata później powierzono mu stanowisko kierownika Zakładu Farmacji Stosowanej Collegium Medicum Uniwersytetu Jagiellońskiego. Od 1926 pełnił funkcję zastępcy dyrektora Studium Farmaceutycznego, w 1930 uzyskał tytuł profesora nadzwyczajnego. 6 listopada 1939 aresztowany wraz z innymi profesorami UJ przez Gestapo w ramach Sonderaktion Krakau. Początkowo był więziony w Krakowie i Wrocławiu, a następnie przetransportowany do Sachsenhausen. 8 lutego 1940 został zwolniony z obozu i powrócił do Krakowa, gdzie znalazł zatrudnienie jako doradca, a następnie kierownik działu naukowego w fabryce dr. A. Wandera. Po zakończeniu działań wojennych powrócił do pracy w Studium Farmaceutycznym, rok później uzyskał tytuł profesora zwyczajnego. Od 1947 do 1948 pełnił funkcję dziekana Wydziału Farmaceutycznego. Od 1950 przez trzynaście lat był kierownikiem Katedry Farmacji Stosowanej krakowskiej Akademii Medycznej, równocześnie od 1951 do 1952 był kierownikiem Stacji Badania Roślin Leczniczych Komisji Nauk Farmaceutycznych PAU. Od 1955 do 1963 profesor w zakładzie Farmakologii Polskiej Akademii Nauk.
Zmarł w Krakowie. Spoczywa w grobowcu rodziny Rogoyskich na cmentarzu Rakowickim (kwatera PAS 55-płn-po prawej Bobrowskich).
Był inicjatorem badań nad właściwościami fizykochemicznymi preparatów galenowych w Polsce. Wykazał błędność poglądów o potęgowaniu działania glikozydów naparstnicowych przez tzw. substancje balastowe, zawarte w preparatach galenowych.

## Ordery i odznaczenia
- Krzyż Komandorski Orderu Odrodzenia Polski (1956)
- Krzyż Kawalerski Orderu Odrodzenia Polski (13 lipca 1954)[4]
- Złoty Krzyż Zasługi (dwukrotnie: 10 lutego 1939[5], 22 lipca 1952[6])
- Medal Pamiątkowy za Wojnę 1918–1921